# الدوري السويدي الممتاز 2011
الدوري السويدي الممتاز 2011 (بالسويدية: Fotbollsallsvenskan 2011)‏ هو الموسم 87 من  الدوري السويدي الممتاز. أقيم خلال الفترة 2 أبريل 2011 وحتى 23 أكتوبر 2011، وكان عدد الأندية المشاركة فيه  16، وفاز فيه نادي هلسينغبورغ.